# 鳴海四郎
鳴海 四郎（なるみ しろう、1917年9月3日 - 2004年10月7日）は、日本の英文学者、英米演劇研究家、翻訳家。本名は鳴海 弘。
テネシー・ウィリアムズ、エドワード・オールビー、ニール・サイモンの戯曲やアガサ・クリスティなどの小説を翻訳した。文学座座友。

## 略歴
1919年新潟県長岡市に、1922年に東京市に移り関東大震災に遭う。東京府立第五中学校、東京商科大学予科を経て、1940年に東京商科大学（現・一橋大学）卒業。会社員となるがアマチュア演劇団体に所属。
1944年弘前市歩兵連隊に応召。敗戦後、田舎にこもる。1949年帰京。1951年慶應義塾高校教諭、コロンビア大学に留学。1952年帰国、文学座の文芸演出部員となる。1954年立教大学一般教養部講師、1957年助教授、1962年文学部助教授。
1973年文学座を退団。1983年立教大学定年、国際商科大学教授、校名変更で東京国際大学教授。

## エピソード
指揮者の若杉弘が慶應義塾大学経済学部に進学を決めた際、鳴海に「本当にそれでよいのか」と諭され、結局音楽への思いを断ち切れずに中退、東京芸術大学指揮科に入学したと語っている（「音楽之友」インタビュー記事）。

## 翻訳
- 『あっぱれクライトン』（J・M・バリー、福田恆存共訳、河出書房、市民文庫） 1953
- 『花粉熱』（ノエル・カワード、白水社、現代世界戯曲選集5） 1954
- 『男性動物』（ジェイムズ・サーバー, E・ヌージェント、白水社、現代世界戯曲選集6） 1954
- 『特急寝台車』（ソーントン・ワイルダー、白水社、現代世界戯曲選集7） 1954
- 『旅情』（アーサー・ローレンツ、白水社、現代海外戯曲） 1956
- 『光と影』（ジョン・P・マーカンド、西田実共訳、新鋭社） 1956
- 『わが町』（ワイルダー、松村達雄共訳、研究社出版、アメリカ文学選集） 1957
- 『夏と煙』（テネシー・ウイリアムズ、荒地出版社、現代アメリカ文学全集13） 1959
- 『虹をつかむ男』（J・サーバー、早川書房、異色作家短篇集9） 1962、のち新版 2006ほか、のちハヤカワ文庫 2014
- 『鳥』（ダフネ・デュ・モーリア、早川書房、世界ミステリシリーズ） 1963
- 『地獄のオルフェウス / ヴァージニア・ウルフなんかこわくない』（ウィリアムズ / オールビー、筑摩書房、世界文学大系95） 1965
- 『バーナード・ショー名作集』（カンディダ、白水社） 1966
- 『テネシイ・ウイリアムズ一幕劇集』（中田耕治, 倉橋健共訳、早川書房） 1966
- 『結婚の仲間 / 帰れ、いとしのシーバ』（カーソン・マッカラーズ / ウィリアム・インジ、白水社、今日の英米演劇2） 1968
- 『タイピストと虎』（マレー・シスガル、白水社、今日の英米演劇4） 1968
- 『エドワード・オールビー全集 1』（早川書房） 1969
- 『マルタの鷹』（ダシール・ハメット、筑摩書房、世界ロマン文庫） 1970
- 『フクロウは答える』（エイドリン・ケネディ、竹内書店、現代アメリカ戯曲選集2） 1971
- 『欲望という名の電車』（テネシー・ウィリアムズ、白水社、現代世界演劇13） 1971
- 『空中ブランコに乗る中年男』（ジェームス・サーバー、西田実共訳、講談社） 1974、のち文庫
- 『エドワード・オールビー全集 2』（早川書房） 1974
- 『真面目が肝心』（オスカー・ワイルド、出帆社、オスカー・ワイルド全集4） 1976
- 『白昼の悪魔』（アガサ・クリスティー、早川書房） 1976、のち文庫
- 『テネシー・ウィリアムズ戯曲選集 1』（早川書房） 1977
- 『テネシー・ウィリアムズ回想録』（白水社） 1978
- 『テネシー・ウィリアムズ戯曲選集 2』（早川書房） 1980
- 『エドワード・オールビー全集 3』（早川書房） 1980
- 『ねずみとり』（アガサ・クリスティー、早川文庫） 1980
- 『モイーズ』（テネシー・ウィリアムズ、白水社、テネシー・ウィリアムズ小説集） 1981
- 『ラブ マレー・シスガル戯曲集』（劇書房） 1982
- 『サーバーのイヌ・いぬ・犬』（ジェイムズ・サーバー、早川書房） 1982、のち文庫
- 『ニール・サイモン戯曲集 2 名医先生』（早川書房） 1984
- 『ニール・サイモン戯曲集 3 思い出のブライトン・ビーチ』（早川書房） 1985
- 『ニール・サイモン戯曲集 4 ビロクシー・ブルース』（早川書房） 1988
- 『テネシー・ウィリアムズ最後のドラマ』（ブルース・スミス、白水社） 1995
- 『ソーントン・ワイルダー戯曲集 1 わが町』（新樹社） 1995、のちハヤカワ演劇文庫 2007
- 『エドワード・オールビー 1 動物園物語/ヴァージニア・ウルフなんかこわくない』（ハヤカワ演劇文庫） 2006
- 『テネシー・ウィリアムズ しらみとり夫人・財産没収ほか』（ハヤカワ演劇文庫） 2007
- 『ニール・サイモン 3 ビロクシー・ブルース』（ハヤカワ演劇文庫） 2009